# Strezetina
Strezetina je naselje v Občini Ormož.